# IC 1895
IC 1895 — галактика типу SB0-a (компактна витягнута галактика) у сузір'ї Піч.
Цей об'єкт міститься в оригінальній редакції індексного каталогу.